# Hesperosaure
L'hesperosaure (Hesperosaurus) és un gènere de dinosaure herbívor que va viure del Kimmeridgià al Titonià, fa uns 150 milions d'anys, en el període Juràssic. Les seves restes fòssils s'han trobat a l'estat de Wyoming, als Estats Units, a la part més antiga de la formació de Morrison.
El nom és un mot científic fet de les paraules del grec clàssic, έσπερο-hespero- «oest» i σαυρος, saurus «llangardaix», doncs significa llangardaix de l'oest.